# دیدی آندرسون
دیدی آندرسون (به پرتغالی: Anderson de Oliveira Gomes) مهاجم اهل برزیل است که در شهر برزیل و در تاریخ ۲۶ مهٔ ۱۹۸۰ به دنیا آمده‌است.
دیدی آندرسون در تیم‌های فوتبال واسکو دوگاما سابقهٔ حضور دارد.